# Rubén Rayos

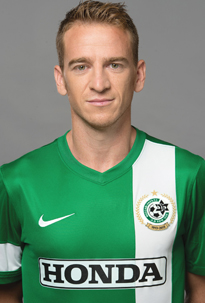

Rubén Rayos Serna (Elx, 21 juni 1986) is een Spaans voetballer. Hij speelt als middenvelder bij Maccabi Haifa.
Rayos begon als voetballer bij Elche CF. In het seizoen 2007/2008 speelde hij op huurbasis bij Villajoyosa CF. In juli 2008 werd Rayos gecontracteerd door FC Barcelona om te gaan spelen voor Barça Atlètic, het tweede elftal van de club. Na één seizoen vertrok hij naar Orihuela CF. In seizoen 2010-2011 was hij actief bij UE Lleida. Sinds 2011 speelt Rayos in Griekenland, bij Asteras Tripolis.
| seizoen    | club            | land        | competitie                 | wed. | goals |
| ---------- | --------------- | ----------- | -------------------------- | ---- | ----- |
| 2007/08    | Villajoyosa CF  | Spanje      | Segunda División B Grupo3  | ??   | 5     |
| 2008/09    | Barça Atlètic   | Spanje      | Segunda División B Grupo 3 | 22   | 0     |
| 2009/10    | Orihuela CF     | Spanje      | Segunda División B Grupo 3 | ??   | ??    |
| 2010/11    | UE Lleida       | Spanje      | Segunda División B Grupo 3 | ??   | ??    |
| 2011/12    | Asteras Tripoli | Griekenland | Alpha Ethniki              | 0    | 0     |
| Bijgewerkt | 19-07-2011      |             |                            |      |       |